# The House of the Dead
The House of the Dead (comúnmente abreviado como THotD o HOD) es una saga de videojuegos de terror desarrollados por Sega.
Actualmente la saga se constituye por un total de ocho entregas principales, las cuales incluye: cinco juegos numéricos, un spin off (The House of the Dead: Overkill), una precuela (House of the Dead: Scarlet Dawn) y un remake (The House of the dead: remake),todas ellas basadas en el concepto de shooter sobre railes. Todas las entregas comparten el concepto de dos agentes formando equipo para vencer a una horda de muertos vivientes modificados genéticamente. Los juegos se dividen en capítulos, terminando cada uno de ellos con un jefe, siendo una criatura generalmente más grande y de aspecto más aterrador. Sus nombres provienen de las cartas de Arcanos Mayores del tarot. Todas las entregas se manejan con una pistola en los arcades, pudiendo jugar con éstas, mando, ratón o wiimote según la entrega doméstica.
La jugabilidad varía ligeramente entre entregas, teniendo diferentes personajes, armas, enemigos, etc. En varias de ellas, existen diversas rutas que puede decidir el jugador, ya sea mediante un menú o mediante sus acciones. También se suelen incluir diversos desbloqueables, y todos cuentan con varios finales, dependiendo de la habilidad del jugador.
Aparte de estas ocho entregas, también se han realizado otros juegosderivados, incluyendo un juego de pinball para Game Boy Advance, Pinball of the Dead; un juego de aprendizaje de inglés para Nintendo DS, English of the Dead; y un juego de aprender a mecanografiar lanzado para PC y Dreamcast, Typing of the Dead.
Además, han salido dos películas basadas en la franquicia, y una serie de figuras articulables de Palisade Toys.

## Entregas principales

### The House of the Dead
Fecha en la que se desarrolla la historia del juego: 18/12/1998
El 18 de diciembre de 1998, el loco y desilusionado Dr. Curien, genetista de importante prestigio y uno de los principales impulsores del proyecto "Teoría Genoma", planea movilizar a sus ejércitos de zombies hacia la civilización. Los agentes de la AMS Thomas Rogan y "G" son enviados a su mansión para poner fin a la locura del doctor y también rescatar a Sophie, esposa de Rogan. Irónicamente, el Dr.Curien fue asesinado por su mayor creación: "The Magician" ("El Mago") - Tipo 0 que es destruido por "G" y Rogan, pero este monstruo, inexplicablemente, reaparece en The House of the Dead 2 y The House of the Dead 4 Special.

### The House of the Dead 2
Fecha en la que se desarrolla la historia del juego: 26/02/2000
El 26 de febrero de 2000, Goldman, el hombre detrás del caso Curien, se erige como el cabecilla del proyecto. Impulsado por su profundo odio hacia la irresponsabilidad de la raza humana, Goldman inicia un ataque en Venecia, mientras su más grande proyecto, "Emperor", se va desarrollando. Dos agentes nuevos llamados James Taylor y Gary Stewart son enviados para hacer frente a esta amenaza en este juego, en el que también vuelve la "pieza maestra" de Curien: "Magician".

### The House of the Dead III
Fecha en la que se desarrolla la historia del juego: 31/10/2019
En el año 2019, el mundo, devastado por causas indeterminadas, con las potencias mundiales severamente diezmadas, parece haberse detenido.
Thomas Rogan y su equipo de comandos de infiltración acceden al Centro de Investigación del EFI con la esperanza de encontrar la causa al desastre global. Al perder el contacto con él, su hija, Lisa Rogan, y su ex-compañero "G" se lanzan en su búsqueda y en la resolución de la misión, sin saber que lo que les espera tiene un lazo con las misiones del pasado y el génesis mismo de la horda zombi. "Rueda del Destino" es el jefe final, quien resulta ser el mismo Dr. Curien.

### The House of the Dead 4
Fecha en la que se desarrolla la historia del juego: febrero de 2003
Este juego se desarrolla en el año 2003 y cubre el vacío entre la segunda y la tercera. Cuenta con el veterano agente de la AMS James Taylor (quien fue uno de los protagonistas en The House of the Dead 2) y la novata Kate Green, quienes están investigando el incidente Goldman del año 2000. A raíz de un terremoto súbito, se ven sorprendidos al descubrir que los zombis de los tres años anteriores han regresado, aparentemente recuperados. Encerrados en una base subterránea, no tardan en salir y sembrar el caos una vez más. Con el objetivo de evitar una catástrofe, los agentes deben volver a cruzarse con Goldman, supuestamente fallecido en el caso del año 2000.

#### The House of the Dead 4 Special
Fecha en la que se desarrolla la historia del juego: febrero de 2003
Este juego es la continuación de The house of The Dead 4. Los protagonistas principales son Kate Green, ya aparecida en la cuarta parte, y "G", aparecido en la primera, segunda y tercera entrega de la saga. En esta ocasión Kate se encuentra con "G" y juntos se abren paso entre las hordas de zombis que están por toda la ciudad. En el final del primer capítulo llegan a un aparcamiento donde se encuentran con Justice Type 0053. Después de derrotar a Justice se comienza el segundo y último capítulo del juego en un extraño laboratorio donde experimentaban creando zombis y otras criaturas. Al final de este capítulo reaparece The Magician Type 0 (resucitando de la muerte o simplemente un clon, pero es más probable lo primero) que está dispuesto a matar a los dos protagonistas a toda costa. En este juego el punto débil de Magician se considera desconocido. 
Hay dos finales posibles: el primero, en el que vence el mal, Magician crea millones de clones suyos y ríe maléficamente. En el otro final, con una granada se destruye a Magician y regresa la calma a la ciudad. Este juego está disponible únicamente en las recreativas. Salió en julio de 2006.

### The House of the Dead: Scarlet Dawn
Fecha en la que se desarrolla la historia del juego: febrero de 2006
En 2006, tres años después del heroico sacrificio de James Taylor al final de The House of the Dead 4, su ex compañera, Kate Green, une fuerzas con el hermano menor de James, Ryan Taylor, en una misión secreta dentro de un evento en La Mansión del Espantapájaros, hasta que "El Hombre Misterioso" (que debutó en THOTD III) desata su propio ejército de criaturas sobre los invitados a la cena, y pronto al mundo.
House of the Dead: Scarlet Dawn, fue anunciado por SEGA Interactive el 14 de enero de 2018.

## Películas

### House of the Dead (Película)
House of the Dead es una adaptación cinematográfica creada en 2003 a partir del exitoso videojuego arcade con el mismo nombre producido por Sega. La película fue dirigida por Uwe Boll y protagonizada por Jonathan Cherry y Ona Grauer.
La película no tiene nada que ver con el juego y es considerado un fracaso cinematográfico.

### House of the Dead 2
La casa de los muertos 2 (House of the Dead 2) es una película estrenada el 10 de octubre de 2005, directamente en la televisión por cable norteamericana, concretamente en el canal Sci-Fi.
Pensaban sacar una tercera película pero ya no tenían interés en el proyecto por las malas calificaciones de las anteriores entregas.

## Personajes
Thomas Rogan: Es uno de los personajes principales en el primer The House of the Dead. Luego vuelve a aparecer en el tercer juego, llevando un comando de infiltración para investigar una instalación infestada de zombis. También hace un cameo en The House of the Dead 2 en el final "bueno", donde le dice al jugador que van a ir hacia la próxima batalla. 
Agente G: Es uno de los personajes principales de la saga. Su primera aparición fue en el primer The House of the Dead como el segundo jugador. Luego vuelve a aparecer en el segundo juego en la biblioteca del inicio siendo lastimado por el jefe Judgment, le da a los agentes James y Gary apuntes sobre los puntos débiles de los primeros 5 jefes. En el tercer juego repite papel como segundo protagonista ayudando a Lisa Rogan a encontrar a su padre Thomas Rogan. Finalmente aparece en el cuarto juego en uno de los finales teniendo la misma apariencia que en el The House of the Dead 3. En la edición Especial de The House of the dead 4 aparece como primer jugador ayudando a Kate Green. Es el único personaje que sale en las entregas principales de la saga incluyendo el Overkill.
James Taylor: Es el protagonista de The House of the Dead 2 y 4. Muere en el cuarto juego cuando se sacrifica para matar a The World, el jefe final.
Gary Stewart: Es el otro protagonista en el segundo juego.
Daniel Curien: Es el hijo del Dr. Roy Curien, el antagonista del primer juego. En el tercer juego salva a Thomas Rogan de los zombis y ayuda a Lisa Rogan en la destrucción de su padre, que se ha transformado en "La Ruleta del Destino".
Isaac Washington: Es el agente de policía que ayuda a "G" en el juego Overkill.
Lisa Rogan: Es la hija de Thomas Rogan y Sophie Richards (presuntamente). Cuando su padre se encuentra en paradero desconocido en el tercer juego, Lisa, junto a "G", van en la búsqueda y rescate suyo.
Kate Green: Es la compañera de James en el cuarto juego. En la versión especial del cuarto juego, Kate se alía con el agente "G" para ayudar a combatir a los zombis.
Dr. Curien: Es un científico que creó a los zombis en la casa de los muertos, la mansión del primer juego. Es asesinado por The Magician en el final del primer juego. En HOD 3 crea a Ruleta del Destino; podemos ver como puede salvar a su hijo en el transcurso de esta parte, pero se vuelve loco por la misma...
Goldman: Es el villano en The House of the Dead 2. Salta, suicidándose, desde la parte más alta de su edificio al final del juego pero regresa en la cuarta entrega, en la cual también tiene un final.
El "hombre misterioso": Es una figura con un traje sombrío que aparece al final del tercer y cuarto juego. Se presume que es Goldman, pero en HOD 4 se confirma que está muerto.

## Jefes finales
- The House of the Dead
- Chariot - Tipo 27 (El Guerrero)
- Hangedman - Tipo 41 (La Gárgola)
- Hermit - Tipo 6803 (El Ermitaño)

- Jefe final: Magician - Tipo 0 (El Mago)
- The House of the Dead 2
- Judgment - Tipo 28 (El Juicio)
- Hierophant - Tipo B 05 (El Hierofante)
- Tower - Tipo 8000 (La Torre)
- Strength - Tipo 205 (La Fuerza)
- Magician - Tipo 0 (El Mago)

- Jefe final: Emperor - Tipo α (El Emperador)
- The House of the Dead 3
- Muerte - Tipo 11
- T onto - Tipo 28
- Sol - Tipo 8883

- Jefe final: Ruleta del Destino - Tipo 0000
- The House of the Dead 4
- Justice - Tipo 53 (Justicia)
- Lovers - Tipo 65 (Los Amantes)
- Empress - Tipo 1210 (La Emperatriz)
- Temperance - Tipo 483 (La Templanza)
- The Star - Tipo 0001 (La Estrella)

- Jefe final: World type - Tipo β (El Mundo)
- The House of the Dead 4 Special
- Justice - Tipo 53 (La Justicia)

- Jefe final: Magician - tipo 0 (El Mago)

## Spin-off
- The Typing of the Dead (1999, 2000, 2001)
- The Typing of the Dead 2003 (2002)
- The Typing of the Dead para Mac (2002)
- The Pinball of the Dead (2003)
- The Typing of the Dead 2004 (2003)
- The Typing of the Dead: Zombie Panic (2004)
- Zombie Shiki - Eigo Ryoku Sosei Jutsu: English of the Dead (2007)
- The House of the Dead Mobile (2007)
- The Typing of the Dead II (2007, 2008)

### The House of the Dead 2 & 3 Return
The House of the Dead 2 & 3 Return es la recopilación de The House of the Dead 2 y The House of the Dead 3 para Wii. Ambos juegos son básicamente iguales a sus versiones originales, exceptuando el uso del Wii Zapper, la inclusión de un minijuego para ítems del modo original de HOD 2, y un nuevo modo de juego para HOD 3.

### The House of the Dead: Overkill
Se trata del quinto juego de la saga. El juego fue desarrollado por Headstrong Games y publicado por Sega, y es una secuela del primer HOD, en la cual el agente "G" es todavía un novato (además del único personaje de la saga en este juego). La mecánica del juego es muy distinta de sus predecesores y el ambiente gráfico se ha adaptado a las películas de serie B de los 80 (siendo muy parecido a la película Planet Terror de Robert Rodríguez). El juego salió a la venta el 10 de febrero de 2009 en EE. UU. y el 13 de febrero de 2009 en Europa. Hay armas de diversos tipos como pistolas, ametralladoras, magnum y granadas. Aparecen un total de ocho jefes por primera vez.
Además, este juego tiene cierto nivel de comedia, haciendo que toda la temática del survival horror se pierda. El juego contiene un lenguaje altamente vulgar: más de 200 veces se pronuncia la palabra "fuck" (coger/joder) y "motherfucker" (hijo de puta). Más tarde en el 2012 hacen una versión extendida por ser el más jugado
Jefes: descripción
Jasper: Jasper Guns, o simplemente llamado Jasper, es el primer jefe en The House of the Dead: Overkill. Jasper es el hermano lisiado de Varla Guns. Posee un gran intelecto y cuenta con la ayuda de Papa Caesar, refinando la fórmula. A pesar de esto, César tiene poco o ningún respeto a Jasper. En un momento dado, lo golpea en la cara con su bastón. Harto de los constantes insultos que sufre, Jasper se inyecta una fórmula misteriosa, provocando una transformación sorprendente. Es descrito como un zombi con gran cerebro que tiene el poder de levitar y lanzar objetos por los aires.
Screamer: A lo largo del nivel a Screamer se la puede ver acosando a los jugadores en todo el hospital, apareciendo al azar en varias ventanas y mirando a través de ciertas puertas. Durante estos 'cameos', Screamer no puede ser dañado ni perjudicar a los jugadores. Se la describe como una mujer zombi que grita muy fuerte e invoca zombis de enfermeras.
Nigel and Sebastian: Son dos hermanos siameses que habitan en un circo. Nigel es un gigante de pocas luces alrededor de tres veces el tamaño del ser humano promedio, mientras que Sebastian tiene un crecimiento muy versado similar a un tumor que sobresale de su estómago. Nigel al parecer depende de Sebastian para la supervivencia, y protege a sus gemelos unidos por encima de todo. Sin embargo, Sebastian es plenamente capaz de sobrevivir sin Nigel, aunque es inválido.
Crawler: Aunque tiene un aspecto claramente similares a los insectos, es obvio que tiene una base humana. Ha desarrollado articulaciones dobles en cada extremidad, lo que le permite realizar varias proezas acrobáticas. Sus manos se han fundido en dos grandes garras, capaces de cortar el acero. Sin embargo, estas garras son también los puntos débiles.
Lobber: Es un mutante con grandes características, como el sapo-globo y puede arrojar partes de sí mismo a sus enemigos. Estas piezas parecen regenerarse. Al igual que los sapos, se esconde en el pantano antes de su encuentro inicial.
Brutus: Fue originalmente uno de cada dos presos que fueron acusados de innumerables crímenes (incluyendo una instancia de comer el cachorro de un niño pequeño), antes de ser asesinado en la silla eléctrica hace seis meses y luego "jugado con él" por Clemente Darling. Los dos compartían la misma apariencia mutante: grande y gordo, cubierto de tatuajes, llevaba un antifaz negro ceñido en la cabeza (apariencia muy similar a Strength - Tipo 205, en HOD 2), y con un lanzador múltiple daga ballesta en el brazo derecho, sin manos.
Mother: Ella es la madre de Clemente Darling, y los dos tienen una relación incestuosa entre sí. Durante la introducción de la Madre de Clemente, ella revela que se está muriendo a un ritmo rápido, y planea usar un compuesto por debajo de la cárcel para darle nueva vida. Los dos acaban desapareciendo, dejando a "G" e Isaac frente a Brutus. Es la jefa final del juego.

### The House of the Dead EX
The House of the Dead EX es el último spin-off de la saga, aunque muchos lo confunden con un nuevo juego. Se estrenó en 2009 en Japón para las máquinas arcade, y no se sabe si será lanzado en Norteamérica. Los jugadores controlan a Zobio y a Zobiko, dos zombis protagonistas del juego que escapan de los laboratorios donde fueron creados. A diferencia de otros juegos, el juego se compone de una serie de mini-juegos, y además, un pedal nuevo para algunos mini-juegos especiales. Las secciones se dividen en varios caminos, en los que se utilizará la pistola de luz o el pedal para los diferentes mini-juegos. El objetivo en cada nivel es llenar una barra (representado en el juego como un brazo que se va extendiendo) para juntar las dos barras de ambos personajes (una de cada lado). En el juego Sonic & Sega All-Stars Racing se puede ver una referencia al juego, donde además de haber una pista llamada Curien Mansion, se puede elegir al dúo de Zobio y Zobiko.

## Términos clave
AMS - Una organización del gobierno relacionada con las actividades paranormales. Sus filas se componen de los protagonistas de la serie, pero en 2019, la organización ha sido disuelta. 
DBR Corporation - Una corporación encabezada por Goldman, quien funda los experimentos inhumanos realizados por el Dr. Curien.
La Caja de Pandora - Tomando su nombre de la reliquia de la mitología griega, esta estructura piramidal es un dispositivo de gran complot en el cuarto juego. No hay detalles específicos, aparte de un final especial en HOD 4, donde un personaje sin nombre observa cómo varios cuadros similares existen.
Teoría del genoma - Un teorema supone acercarse a la inmortalidad para vencer a la muerte. Ambos, Curien y Goldman, han propuesto esta teoría y Harry lo menciona en HOD 2.

## Jugabilidad
El centro de la jugabilidad es el arma, que varía en cada juego. Los dos primeros se manejaban mediante pistolas, mientras la tercera parte usaba una escopeta y la cuarta una metralleta. El jugador debe limpiar el camino de zombies para poder avanzar, ya que, si no, éstos atacan al jugador haciéndole perder una vida. Pueden ser desmembrados, así que se necesitan diversos tiros para acabar con ellos, o bien un tiro certero a la cabeza. Las balas también pueden repeler ciertos proyectiles y armas arrojadizas.
Si el jugador logra avanzar lo suficiente a lo largo de un nivel, se encontrará con una batalla contra el jefe del nivel. Justo al encontrarlo, el juego muestra una imagen del jefe señalando su punto débil, lugar donde el jugador debe disparar (exceptuando algunos jefes cuyo punto débil es desconocido, como es el caso de los jefes finales de todos los juegos). Si el jefe recibe suficientes tiros antes de realizar un ataque, se le puede detener. Si no, el jugador recibe un golpe y pierde una vida. Todos los jefes de las cuatro entregas tienen nombres de los Arcanos Mayores del tarot, y poseen un tipo, mostrado como número occidental o griego.
Tanto los Zombies como los jefes del juego, están controlados por la CPU del juego, pero en la emulación de consola para PC, se les puede cortar la programación de ellos, haciendo más fácil matarlos 
Los primeros dos juegos de The House of the Dead y el Spin-off "The House of the Dead: Overkill" incorporan a civiles. Si el jugador logra salvarlos de los ataques de los zombies, se puede recibir una vida extra, mientras que disparar al civil penaliza con una vida menos. Las otras dos entregas no tienen civiles. En la tercera parte, el compañero del jugador es atacado a veces, y si le salvas eres recompensado con una vida extra. Los jugadores también pueden encontrar más vidas disparando cajas, barriles, y todo tipo de elementos destruibles del escenario. 
Cada juego tiene diversos finales, dependiendo de lo bien que ha jugado el jugador, respecto a civiles salvados, porcentaje de disparos, puntuación y vidas. También hay un final diferente al jugar el juego de dos jugadores en lugar de un jugador.